# Antonie Petrus Gerhardy Goossens
Antonie Petrus Gerhardy Goossens ( 1896 - 1972) fue un botánico sudafricano quien recolectó en Sudáfrica, Kenia, y Uganda. Realizó actividades académicas como profesor en la Universidad de Potchefstroom (Provincia del Noroeste) durante 30 años

## Algunas publicaciones

### Libros
- hugh f. Glen, gerrit Germishuizen. 2010. Botanical Exploration of Southern Africa: An Illustrated History of Early Botanical Literature on the Cape Flora : Biographical Accounts of the Leading Plant Collectors and Their Activities in Southern Africa from the Days of the East India Company Until Modern Times. 2ª edición de South African National Biodiversity Institute, 489 pp. ISBN 191997654X

- La abreviatura «Goossens» se emplea para indicar a Antonie Petrus Gerhardy Goossens como autoridad en la descripción y clasificación científica de los vegetales.[2]